# Projection sinusoïdale

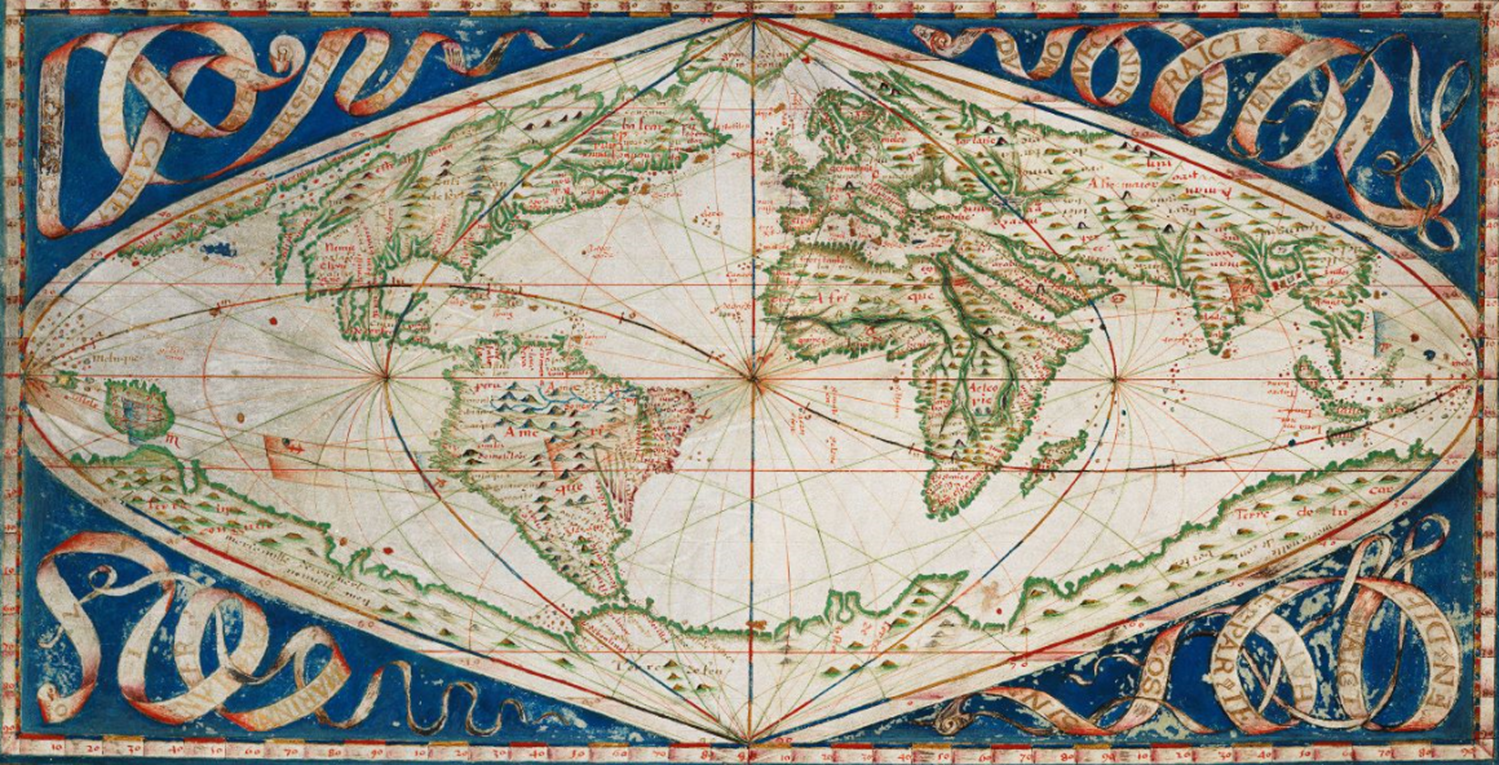
Carte cosmographique ou universelle : une description du monde par Jean Cossin, Dieppe (1570).

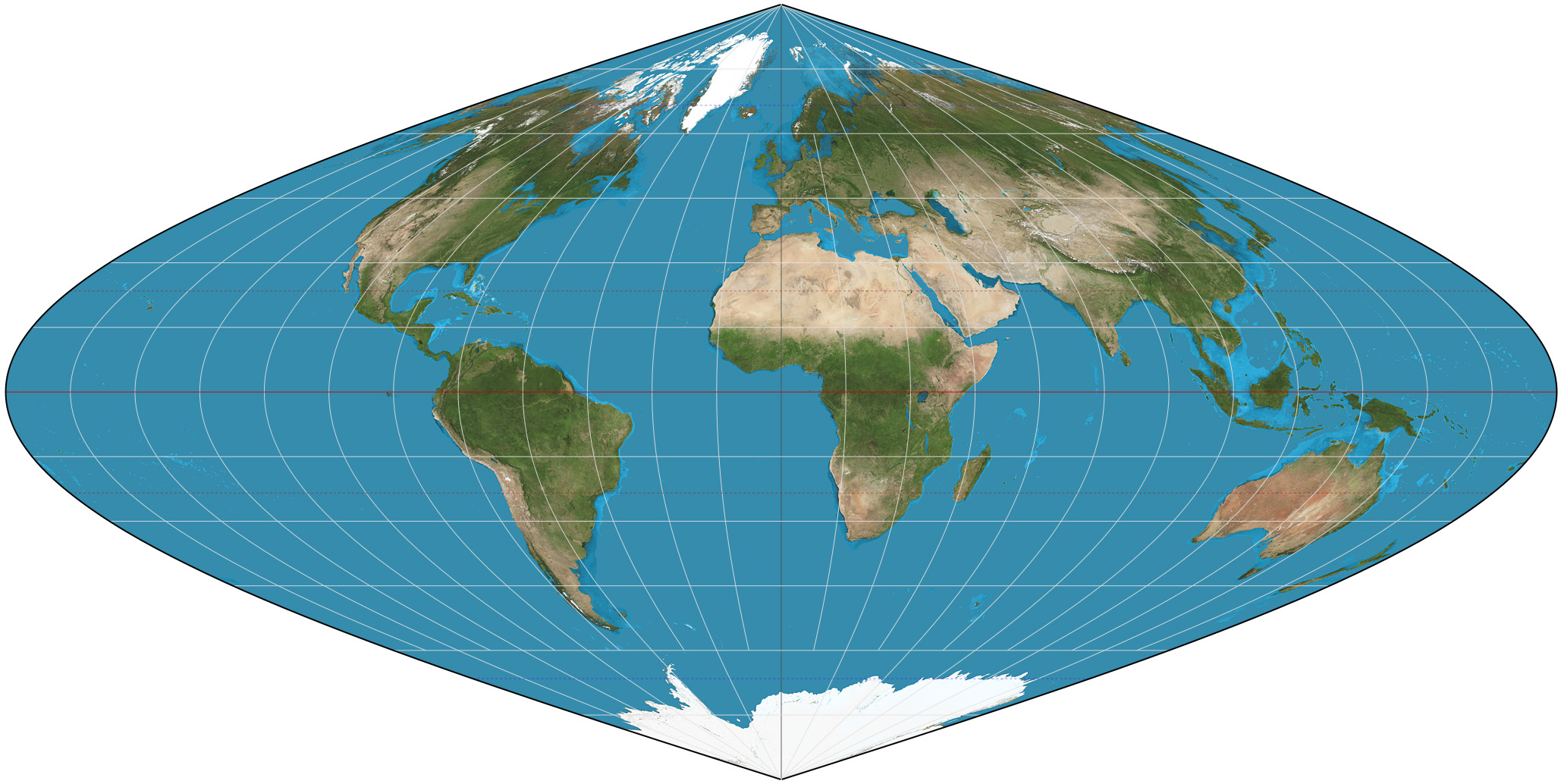
Projection sinusoïdale du globe terrestre.

La projection sinusoïdale avec les indicatrices de déformation de Tissot.

La projection sinusoïdale est une projection cartographique utilisée pour une représentation globale d'un globe.
Cette projection est aussi appelée projection de Sanson ou de Flamsteed ; bien que ces dernières se complètent d'un « découpage » du globe pour en « redresser » les continents. Plusieurs méridiens sont alors « rectifiés ».

## Caractéristiques
C'est un cas particulier de la projection de Bonne.
Avec cette projection, les parallèles sont des droites régulièrement espacées ; c'est pourquoi ce système est assimilée à une projection pseudo-cylindrique. Mais ici, les méridiens ont une forme sinusoïdale. Seul le méridien central est rectiligne.
C'est une projection équivalente mais très peu conforme aux pôles. Dans cette projection les surfaces sont conservées et la représentation des pôles est moins déformée qu'avec une vraie projection cylindrique.
Enfin, la carte du globe a un rapport largeur/hauteur égale à deux.

## Formules mathématiques
Pour un point (φ, λ) du globe, ses coordonnées (X, Y) sur la carte sont simplement :
{\displaystyle \left\{{\begin{matrix}X&=&\lambda \cos(\varphi )\\Y&=&\varphi \end{matrix}}\right.}.
Cette formule correspond au cas où 
- (φ, λ) sont des coordonnées de latitude et longitude exprimées en radians ;
- le rayon de la Terre est 1 ; en d'autres termes, la taille de la carte est 2π × π ;
- la carte est centrée sur le Méridien de Greenwich à l'équateur; c'est-à-dire, (φ0, λ0)=(0,0).